# Timo Vollbrecht
Timo Vollbrecht (geboren 1985 in Stadthagen) ist ein deutscher Jazz-Saxophonist, Komponist und Bandleader.

## Leben
Vollbrecht wuchs in Stadthagen bei Hannover auf. Von Oktober 2005 bis Februar 2010 studierte der Saxofonist bei Peter Weniger, David Friedman und John Hollenbeck am Jazz Institute der Hochschule der Künste Berlin Saxophon und Komposition. Mehrere weiterbestehende Band-Projekte wie «Gerry getz Chet», «MSV Brecht» und «Radar» entstanden aus Kooperationen der zumeist gleichaltrigen Studierenden. Zudem mischte er zeitweilig im BuJazzO mit, für das er ein Stipendium erhalten hatte. Seit 2010 studierte der Musiker mit einem Fulbright-Stipendium sowie einem Stipendium der Studienstiftung des deutschen Volkes zur Förderung Begabter an der New York University bei Mark Turner und Joe Lovano und graduierte dort zum Master in Music. Nun hat er dort einen Lehrauftrag und will weiterstudieren, um an der NYU auch noch eine Doktorgrad zu erwerben. In seiner Freizeit spielte er häufig in New Yorker Clubs, unter anderem als Bandleader seines Quartetts «Timo Vollbrecht Group» auch in Panama, der Dominikanischen Republik und Haiti. Das Online-Jazz-Magazin All About Jazz nannte ihn einen „brillanten Bandleader“.
Das Jazz-Trio «Gerry getz Chet» ist in Berlin zuhause und besteht aus der Sängerin Marie Séférian, Saxophonist Timo Vollbrecht und Gitarrist Benjamin Attiche. Zwei Alben kamen heraus: 2011 Gerry getz Chet und 2013 Voyage. Wie der Name schon nahelegt, orientiert sich die Musik der Combo vornehmlich an den Cool-Jazz-Musikern Gerry Mulligan, Stan Getz und Chet Baker. 2009 und 2011 lud das Goethe-Institut die Band jeweils zu Gastspielen in Chile ein. 2015 repräsentierte das Trio die deutsche Jazzszene auf der Expo Mailand im Deutschland-Pavillon.
Das Jazz-Quartett «Radar» besteht aus Vollbrecht (ts, ss), Elias Stemeseder (p), Tim Kleinsorge (b) und Moritz Baumgärtner (dr). Die Band brachte 2012 auf Double Moon Records das Album In Sight heraus und war damit bundesweit auf Tour.
Sein erstes Album als Bandleader kam am 2016 bei Berthold Records unter dem Bandnamen als Titel Fly Magic heraus. Es melangiert Jazz mit Elementen aus Post-Rock, Minimal Music, einem Hauch Klassik und zeitgenössischer Song-Kultur. Das Goethe-Institut lud die Band «Fly Magic» für Ende Januar 2016 zu einer knapp zweiwöchigen Tour nach Südostasien ein mit Auftritten unter anderem in Hanoi, Ho Chi Minh City, Phnom Penh und Bangkok.

## Diskografische Anmerkungen
Bandleader
- Fly Magic (Berthold Records/Harmonia Mundi, 2016) mit Vollbrecht (sax, cl, effects), Keisuke Matsuno (g, effects), Sam Anning (b), Sebastian Merk (dr)[8]

Bandmitglied
- Novas Trio Borderfall (Discos Pendiente, 2013)
- Gerry getz Chet Voyage (Octason Records, 2013)
- Radar In Sight (Double Moon/Challenge 2012), featuring Johannes Enders
- MSV Brecht Hippie Tunes(Unit Records, 2012, mit Peter Meyer, Bernhard Meyer, Hanno Stick)
- Malte Schillers Red Balloon The Second Time Is Different, Album (Unit Records, 2011)
- Gerry getz Chet Gerry getz Chet (Octason Records, 2011)
- MSV Brecht Urwaldallee (JazzHausMusik, 2009)

## Belege
1. ↑  Timo Vollbrecht (Jg. 85)
2. 1 2  Ohren auf Empfang: Jazz thing Next Generation Vol. 41, Jazz thing Bandporträt Radar 30. Januar 2012, abgerufen am 18. April 2016.
3. ↑  http://www.octason-records.com/en/artists/gerry-getz-chet
4. 1 2  Timo Vollbrecht feiert Erfolge in New York, dpa/Kieler Nachrichten vom 18. Mai 2014, abgerufen am 18. April 2016.
5. ↑  Jazz in Berlin / Bands, Zentral- und Landesbibliothek Berlin, abgerufen am 18. April 2016.
6. ↑  new & upcoming: Radar, Unterfahrt München 4. Dezember 2012, abgerufen am 18. April 2016.
7. ↑  Jazzkonzert mit Timo Vollbrecht & Band, Goethe-Institut 18. Januar 2016, abgerufen am 18. April 2016.
8. ↑  Kurzrezension zu Fly Magic, Jazz thing, abgerufen am 18. April 2016.

| Personendaten    | Personendaten                                       |
| ---------------- | --------------------------------------------------- |
| NAME             | Vollbrecht, Timo                                    |
| KURZBESCHREIBUNG | deutscher Jazzsaxophonist, Komponist und Bandleader |
| GEBURTSDATUM     | 1985                                                |
| GEBURTSORT       | Stadthagen                                          |